# Pimpinella chungdienensis
Pimpinella chungdienensis là một loài thực vật có hoa trong họ Hoa tán. Loài này được C.Y. Wu miêu tả khoa học đầu tiên năm 1980.